# Анела
Анела (італ. Anela, сард. Anela) — муніципалітет в Італії, у регіоні Сардинія,  провінція Сассарі.
Анела розташована на відстані близько 330 км на південний захід від Рима, 140 км на північ від Кальярі, 55 км на південний схід від Сассарі.
Населення — 665 осіб (2014).
Покровитель — SS. Cosma e Damiano.

## Демографія
Населення за роками:

Станом на 1 січня 2023 року в муніципалітеті офіційно проживало 13 іноземців з 2 країн, серед них 12 громадян країн Євросоюзу.

## Сусідні муніципалітети
- Боно
- Бультеї
- Нугеду-Сан-Ніколо